# Ère Tenpyō-jingo
Tenpyō-jingo (天平神護) est une des ères du Japon (年号, nengō,, lit. « nom de l'année ») après l'ère Tenpyō-hōji et avant l'ère Jingo-keiun. Cette ère couvre la période allant de janvier 765 à août 767. L'impératrice régnante est Shōtoku (称徳天皇). C'est la même femme qui a précédemment régné sous le nom d'impératrice Kōken (孝謙天皇).

## Changement d'ère
- 765 Tenpyō-jingo gannen (天平神護元年?) : Le nom de la nouvelle ère est créé pour marquer un événement ou une suite d'événements. L'ère précédente se termine quand la nouvelle commence, en Tenpyō-hōji 9, le 7e jour du1re mois de 765[3].

## Événements de l'ère Tenpyō-jingo
- 765 (Tenpyō-jingo 1, 2e mois) : L'impératrice élève le moine bouddhiste Dōkyō à la position de daijō-daijin[4].
- 765 (Tenpyō-jingo 1) : L'udaijin Fujiwara no Toyonari meurt à l'âge de 62 ans[4].
- 766 (Tenpyō-jingo 2, 1re mois) : Fujiwara no Matate est nommé udaijin et Kibi no Makibi devient dainagon[4].

| Tenpyō-jingo | 1re | 2e  | 3e  |
| Grégorien    | 765 | 766 | 767 |